# Cephalosphaera miriamae
Cephalosphaera miriamae är en tvåvingeart som beskrevs av José Albertino Rafael 1992. Cephalosphaera miriamae ingår i släktet Cephalosphaera och familjen ögonflugor. Inga underarter finns listade i Catalogue of Life.